# Perk. Simpang Gambir
Perk. Simpang Gambir is een bestuurslaag in het regentschap Mandailing Natal van de provincie Noord-Sumatra, Indonesië. Perk. Simpang Gambir telt 605 inwoners (volkstelling 2010).